# 鳥居峠 (長野県・群馬県)
鳥居峠（とりいとうげ）は、国道144号上の長野県上田市（旧小県郡真田町）と群馬県吾妻郡嬬恋村の県境に位置する峠。標高1,362m。

## 概要
中央分水嶺となっており、群馬県側に降った雨は鳥居川、吾妻川、利根川を経て太平洋へ、長野県側に降った雨は渋沢川、神川、千曲川（信濃川）を経て日本海へ流れる。傾斜は、群馬県側が緩やかで、長野県側が急峻となっている。
四阿山への登山ルート（鳥居峠・四阿山コース）があり、途中の林道終点ロータリーまでは車を乗り入れることができる。

## 位置
- 北緯36度29分25.1秒 東経138度23分49.4秒 / 北緯36.490306度 東経138.397056度
- 鳥居峠 - 地理院地図
- 鳥居峠 - Google マップ
- 長野県上田市真田町長（地図 - Google マップ）
- 群馬県吾妻郡嬬恋村田代（地図 - Google マップ）

## 周辺
- 長野県側
  - 菅平高原
  - 主に、上田方面と長野方面に抜ける道がある。
- 群馬県側
  - 嬬恋村街
  - キャベツ畑

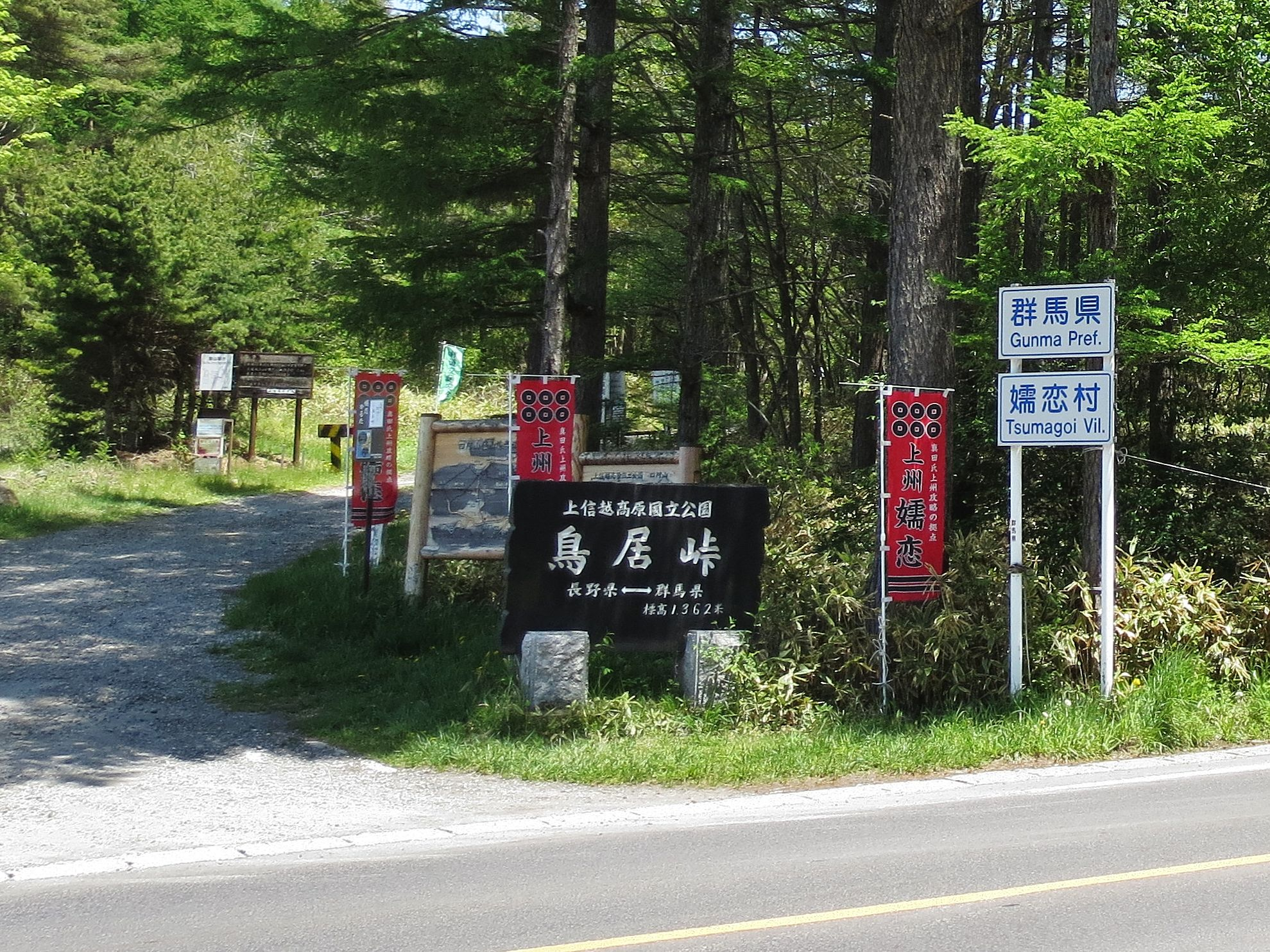
記念碑